# Гипоксическая тренировка
Гипоксическая тренировка — воздействие кислородным голоданием, применяемое в медицинских целях или для спортивных тренировок.
Гипоксическая тренировка может быть как системной (всего организма), так и местной (например,  кожи, ишемическое прекондиционирование миокарда, гипоксическое прекондиционирование стволовых клеток перед трансплантацией).
Частный случай системной гипоксической тренировки — тренировки для спортсменов в условиях пониженного содержания кислорода во вдыхаемом воздухе. Гипоксическая тренировка имеет благотворное влияние как на организм профессиональных, так и непрофессиональных спортсменов. Условия, в которых проходит Гипоксическая тренировка, имитируют атмосферу в горах. Благодаря современным разработкам, тренирующийся может сам контролировать «высоту», на которой проходит занятие — условия, соответствующие средне- и высокогорью по-разному влияют на организм.